# Języki polisyntetyczne
Języki polisyntetyczne – języki syntetyczne charakteryzujące się obecnością długich słów złożonych z licznych morfemów, łączonych z reguły bez zmian fonetycznych na szwach morfemicznych.
Jeśli w słowie są gromadzone wyłącznie rdzenie pełnoznaczne, a słowo polisyntetyczne przyjmuje wykładniki gramatyczne jedynie jako całość, mówi się o typie inkorporującym (inkorporatywnym). W węższym ujęciu polisynteza polega na włączaniu do wyrazu złożonego elementów deiktycznych.
W językach polisyntetycznych zanika różnica między wyrazem a zdaniem (nawet złożonym), np. w językach jupik:
Anisaxtuxtyfkagatapixnakakjagaka
Zdarzyło się, że chciałem go ostatecznie zmusić do chodzenia i przynoszenia śniegu.
Wyraz języka polisyntetycznego składa się z jednego lub kilku rdzeni niosących informację leksykalną, oraz z afiksów niosących informację gramatyczną. W takich językach nie ma ściśle określonej kategorii części mowy, ponieważ każdy morfem znaczeniowy posiada szerokie pole znaczeniowe precyzowane przez licznie dołączane morfemy gramatyczne, i pełni funkcję czasownikową lub rzeczownikową wyłącznie w zależności od użytych morfemów gramatycznych. Niekiedy trudno stwierdzić nawet, czy dany morfem to rdzeń czy afiks.
Języki polisyntetyczne można zaliczyć do typu aglutynacyjnego, fleksyjnego lub symbolicznego w zależności od tego, czy afiksy mają tylko jedną funkcję, czy też wiele. Istnieją również języki polisyntetyczne, w których informację gramatyczną przenosi głównie kolejność morfemów semantycznych, jak ma to miejsce w językach izolujących. Polisyntezji zazwyczaj towarzyszy inkorporacja rzeczowników.
Pojęcie polisyntezy wprowadził Peter Stephen DuPonceau w 1819 roku .

## Przykłady
Przykładami języków polisyntetycznych są języki: abchaski, ajnuski, czukocki, inuktitut, nahuatl.
Tendencje polisyntetyczne występują również w niektórych dialektach arabskich, a także w baskijskim i językach bantu.
Przykład z dialektu egipskiego:
ma-bi-t-gib-u-ha-lnā-š
[negacja]-[tryb oznajmujący]-[2sg]-przyprowadzić-[liczba mnoga]-ją-nam-[negacja]
Wy nie przyprowadzacie jej do nas